# Fritz Betzwieser
Fritz Betzwieser (* 1929 in München; † 19. Juli 1993 ebenda) war ein deutscher römisch-katholischer Priester und von 1965 bis 1993 Stadtpfarrer der Pfarrei Herz Jesu in München-Neuhausen. Für sein ausgeprägtes Engagement für den Tierschutz, sein Bemühen um interreligiösen Dialog, sowie seine vielen Freundschaften zu Schriftstellern und Künstlern ist er in ganz München bekannt geworden und wurde u. a. als Münchner Don Camillo oder Viecherlpfarrer bezeichnet.

## Leben
Fritz Betzwieser wurde 1955 im Freisinger Dom durch Joseph Kardinal Wendel zum Priester geweiht. Nachdem er schon von 1957 bis 1959 als Kaplan in der Münchner Pfarrei Herz Jesu tätig gewesen war, wurde er 1965 dort zum Stadtpfarrer ernannt. Dies blieb er 28 Jahre lang bis zu seinem Tod im Juli 1993.
Betzwieser galt als sehr umtriebiger Pfarrer, der eine direkte Seelsorge für Mensch (und Tier) ausübte. Aus verschiedenen Gründen war er in München weit über die Grenzen seiner Pfarrei hinaus bekannt:
- Einerseits zeichnete ihn eine ganz besondere Tierliebe aus, die angeblich dadurch entstand, dass ihm seine Katze nach einem Schlaganfall das Leben rettete, indem sie bei den Nachbarn Alarm schlug. Betzwieser zelebrierte daher am Gedenktag des heiligen Franziskus sog. „Viecherlmessen“, bei denen Haustiere in die Kirche mitgebracht und gesegnet wurden.[1] Auch veröffentlichte er verschiedene Aufsätze mit der These, dass Tiere eine Seele hätten.[2]
- Daneben lag Betzwieser sehr viel am interreligiösen Dialog. So bat er mehrmals orthodoxe Mitbrüder, in Herz Jesu nach östlichem Ritus Messen zu feiern und sorgte für Aufsehen, als er 1986 den Dalai Lama bei einer Veranstaltung in Grainau brüderlich umarmte und anschließend nach Herz Jesu zu einem gemeinsamen Gebet einlud.[3]
- Sehr bekannt wurden auch Betzwiesers zahlreiche Kontakte zur Münchner Kunst- und Politikszene[4]: So verband ihn u. a. eine Freundschaft zu den Schriftstellern Siegfried Sommer und Herbert Rosendorfer, zum Maler Richard Seewald, zum CSU-Vorsitzenden Franz Josef Strauß, sowie zum Erzbischof und späteren Papst Joseph Ratzinger. Daneben korrespondierte er mit Mutter Teresa und regelmäßig mit Oberbürgermeister Georg Kronawitter.[5][6]

Fritz Betzwieser wurde auf dem Neuhauser Winthirfriedhof bestattet.

## Ehrungen
- Ernennung zum Kaplan Seiner Heiligkeit (Monsignore)
- Orden Pro Arte der Bayerischen Kunstakademie[7]
- Träger der Medaille „München leuchtet“

## Sonstiges
- Der Kulturverein Freunde Neuhausens stiftet den Fritz-Betzwieser-Kulturpreis an Persönlichkeiten, die sich um den Stadtbezirk Neuhausen-Nymphenburg verdient gemacht haben.[8]
- Da Betzwieser aufgrund seines Engagements für die Tiere oder bei seinen Bemühungen im interreligiösen Dialog manchmal mit dem Erzbischöflichen Ordinariat aneckte, bat er einmal den späteren Oberbürgermeister Christian Ude, ihn zu verteidigen.[9]